# Phakant
Phakant (tiếng Miến Điện: ဖားကန့်; tên khác: Hpakan và Hpakant), là một thị trấn thuộc thị trấn Phakant, bang Kachin thuộc vùng cực bắc của Myanmar (Miến Điện). Nó nằm trên sông Uyu 350   km về phía bắc của Mandalay ở giữa một trong những khu rừng bị nhiễm bệnh sốt rét và sốt rét nhất thế giới, bị cắt đứt trong vài tháng 1 năm trong các trận gió mùa. Nó nổi tiếng với các mỏ ngọc bích chất lượng tốt nhất thế giới.
Năm 2011, giao tranh nổ ra giữa Quân đội Độc lập Kachin và Quân đội Myanmar ở khu vực xung quanh mỏ ngọc bích Hpakant, làm khoảng 90.000 người mát chỗ ở vào tháng 9 năm 2012 và giết chết hàng trăm người khác.